# Major Tom (Coming Home)
Major Tom (Coming Home), originalment en alemany: Major Tom (völlig losgelöst), i traduït: Major Tom (desacoblat del tot), és una cançó de Peter Schilling, del seu àlbum Error in the System.
De forma no oficial es relaciona amb la cançó Space Oddity, de David Bowie de 1969, i tracta sobre un personatge que està atrapat en un accident a l'espai. La cançó fou gravada originalment en alemany, i llançada a Alemanya Occidental el 3 de gener de 1983. Va aconseguir el número 1 a l'Alemanya Federal, Àustria i Suïssa. La versió en anglès fou llançada per primera vegada als Estats Units el 24 de setembre de 1983. Va arribar al número 1 al Canadà, el 14 als Estats Units i el 4 a Sud-àfrica. El 1994 Schilling va publicar una versió remesclada juntament amb Boombastic, titulat "Major Tom 94". Una altra remescla va ser publicada el 2000, titulat "Major Tom 2000", i l'altra el 2003 titulada "Major Tom 2003". L'any 2015 la cançó es va emprar com a banda sonora de la sèrie Deutschland 83.